# William Theodore Mulloy
William Theodore Mulloy (* 9. November 1892 in Ardoch, North Dakota; † 1. Juni 1959) war ein US-amerikanischer Geistlicher und römisch-katholischer Bischof von Covington.

## Leben
William Theodore Mulloy empfing am 7. Juni 1916 das Sakrament der Priesterweihe.
Am 11. November 1944 ernannte ihn Papst Pius XII. zum Bischof von Covington. Der Bischof von Fargo, Aloysius Muench, spendete ihm am 10. Januar 1945 die Bischofsweihe; Mitkonsekratoren waren der Bischof von Bismarck, Vincent James Ryan, und der Koadjutorbischof von Saint Cloud, Peter William Bartholome.